# Antoine Prévost
Antoine-François Prévost d'Exiles (Abbé Prévost, ur. 1 kwietnia 1697 w Hesdin (północna Francja), zm. 25 listopada 1763 w Chantilly) – francuski pisarz i nowelista. Prekursor romantyzmu w literaturze francuskiej. Znany zwłaszcza z powieści Historia kawalera des Grieux i Manon Lescaut.

## Życiorys
Urodził się w rodzinie prawnika Lievina Prévosta. Zdobył wykształcenie w jezuickiej szkole w Hedin, a w roku 1713 został przyjęty do jezuickiego nowicjatu w Paryżu. W roku 1716 wystąpił z zakonu i zaciągnął się do armii. W roku 1719 powrócił jednak i wstąpił do zakonu benedyktynów, a w roku 1726 przyjął święcenia kapłańskie. Jednakże jego niespokojny duch spowodował, że uciekł z klasztoru i z obawy przed karą zbiegł w roku 1728 do Londynu. Tam zapoznał się z literaturą angielską. W roku 1729 przeniósł się do Holandii, gdzie w Utrechcie wydał swoją pierwszą nowelę - Le Philosophe anglais, ou Histoire de Monsieur Cleveland, fils naturel de Cromwell, écrite par lui-même, et traduite de l'anglais W latach 1746–1759 wydał 15 tomową Histoire générale des voyages
Zmarł 25 listopada 1763 r. w Chantilly. Podczas spaceru w lesie doznał udaru mózgu spowodowanego tętniakiem.